# Mutella
O Mutella é um cliente da rede Gnutella em modo texto sendo bem intuituivo e fácil de se usar . Inicialmente , foi escrito por Max para seu uso pessoal , agora o Mutella tem sido liberado ao público geral para o benefício de todos nós na necessidade de um cliente de alto desempenho.
Mutella suporta todas as funcionalidades requeridas para pesquisa , downloads e compartilhamento de arquivos.Otimizado para conexões de banda larga ele é configurado por padrão para uma alta performance e estabilidade . Entretanto, o Mutella também funciona muito bem em internet discada . A sua versão mais atual se encontra na 0.4.5.